# Gogh Van Go
Gogh van Go es un dúo de música folk, originario de Montreal (Canadá), formado por Sandra Luciantonio y Daniel Tierney. Ambos músicos habían formado parte previemente de la banda de country-rock, the Hodads.

## Historia
Luciantonio y Tierney se conicieron en la Universidad de Guelph y formaron su primera banda en 1985, tomando el nombre de la portada de una revista de arte, el súo formó Gogh Van Go en 1993 y firmaron un contrato con el sello discográfico canadiense Audiogram.
Con Audiogram, la banda publicó dos álbumes. El primero de ellos, Gogh Van Go, fue publicado en 1993 y producido por Pierre Marchand, formando parte de la campaña de introducción del sello discográfico en el mercado anglófono canadiense. El álbum fue grabado y mezclado en el Estudio Nomade, de Morin Heights, Quebec.
El álbum presentó temas como "Bed Where We Hide", "Say You Will" y "Tunnel of Trees", tema este último que le valió un Premio Juno a la directora Lyne Charlebois en la categoría de Mejor Videoclip en 1995. El dúo se separó tras la publicación de su segundo álbum, Bliss Station, en 1997.
Para el 20 aniversario de la publicación de su álbum debut, el dúo ofreció una actuación en diciembre de 2013 en el Cabaret du Mile End de Montreal. Luciantonio y Tierney estuvieron acompañados por los músicos que habituales de su banda, Yves Desrosiers, Jean Massicotte, John Souranis y John McColgan. Ese mismo año, Audiogram publicó un recopilatorio en iTunes, The Best of Gogh Van Go. El diario Montreal Gazette calificó el concierto de reunión de Gogh Van Go como el evento musical del año.
El 26 de junio de 2014, el dúo regresó a los escenarios en el marco del Festival Internacional de Jazz de Montreal.

## Discografía

### Álbumes
- Gogh Van Go (1993)
- Bliss Station (1997)

### Sencillos
- "Say You Will" (1993)
- "Call It Romance" (1993)
- "The Bed Where We Hide" (1993)
- "Big Cook" (1997)